# Houdt Braef Stant (molen)
Houdt Braef Stant is een korenmolen in Welsum in de Nederlandse provincie Overijssel.
De molen werd in 1856 gebouwd. De molen is in 1963 gerestaureerd (kreeg toen het binnenwerk van molen De Wippe in Hellendoorn) en andermaal in 1986. Vervolgens is de molen in 2011 opnieuw gerestaureerd. Op 12 mei 2011 is de kap geplaatst, zijn de door de firma Vaags gemaakte roeden gestoken en is de staart vernieuwd.
De molen is evenwel niet in bedrijf en is in gebruik als woning.
De roeden van de molen hebben een lengte van 23,35 meter en zijn voorzien van het oudhollands hekwerk. De molen bezit een koppel maalstenen.
De molen is niet te bezichtigen.